# DFUNK
DFUNK – Dansk Flygtningehjælp Ungdom er en selvstændig ungdomsorganisation for unge, der er flygtet til Danmark.
Ideen til DFUNK opstod i 2007 i en snak mellem Nicholas Farr, Lars Feldvoss og Jon Jackson, der alle var tilknyttet Dansk Flygtningehjælps frivilligafdeling. DFUNK blev etableret som selvstændig organisation i februar 2009 og havde ved udgangen af 2018 omkring 1000 medlemmer.
DFUNK organiserer frivillige der arbejder med forskellige typer aktiviteter:
- Sociale aktiviteter for unge med og uden flugterfaringer
- Formidling af personlige historier fra unge med flugterfaringer
- Træning i og facilitering af demokratisk engagement og demokratisk selvtillid for unge med flugterfaringer
- Uddannelses- og jobvejledning for unge med flugterfaringer

## Eksterne link
- DFUNKs hjemmeside.